# رافائيل ديفيس
رافائيل ديفيس (بالإنجليزية: Raphael Davis) هو رجل إطفاء أمريكي، ولد في 1 سبتمبر 1976 في الولايات المتحدة.